# Dirtbag Left
La dirtbag left (letteralmente "sinistra sporca") è uno stile di politica di sinistra che utilizza la volgarità per trasmettere un messaggio anticapitalista e populista di sinistra. È strettamente associato ai media americani di sinistra emersi a metà degli anni 2010, come i podcast Chapo Trap House e Red Scare .

## Origini
«La volgarità è il linguaggio delle persone, e quindi dovrebbe far parte del linguaggio della sinistra, come fu storicamente, da impugnare contro i corrotti e i potenti.»

— —Amber A'Lee Frost, "La necessità della volgarità in politica"
Il termine è stato coniato da Amber A'Lee Frost ed è associato al suo saggio "La necessità della volgarità in politica" (in inglese "The Necessity of Political Vulgarity"), pubblicato su Current Affairs nel 2016. Sebbene il saggio non utilizzi direttamente il termine sinistra sporca, monta una tesi della politica che usa "la volgarità come strumento per combattere i potenti", citando pamphlet usati per diffamare Maria Antonietta, il caso Cohen contro la California e la canzone di protesta degli N.W.A "Fuck tha Police".  Frost scrive che la volgarità in sé non è "intrinsecamente sovversiva", ma sostiene che la sinistra deve rivendicare la volgarità "dai Trump del mondo", per non essere "ostacolata dalla sua stessa civiltà".
La dirtbag left è strettamente associata al podcast politico americano Chapo Trap House, che Frost ha co-condotto. Chapo è emerso nel 2016 nel contesto delle primarie presidenziali del Partito Democratico e delle successive elezioni presidenziali.  Combina analisi politica e saggezza da una prospettiva socialista con elementi di commedia e ironia, nello stile di uno "shock jock". Chapo ha attirato l'attenzione per le critiche mosse sia al partito Repubblicano che a quello democratico, in particolare per ciò che affermava fosse la complicità del Partito Democratico con un'agenda conservatrice.
Oltre a Chapo, i media che sono stati descritti come dirtbag left includono i podcast Street Fight Radio, TrueAnon,  Red Scare, Cum Town,  le pubblicazioni The Baffler e Current Affairs,  e lo streamer Hasan Piker.
Questi mezzi di comunicazione sono noti per presentare la commedia come "applicata a una lettura ideologica delle notizie del giorno, con un'attenzione particolare al sentimento o allo stile politico".

## Principi e stile retorico
La dirtbag left è stata descritta come un’ideologia antifascista, anticonservatrice, antinazionalista, anticentrista e antiliberale .  È stato collegato a una varietà di posizioni politiche, inclusa la correttezza antipolitica, l'anti- disuguaglianza e un disprezzo per la civiltà.  Opposta ai ricchi e a sostegno alle politiche economiche redistributive, la "sinistra sporca" ha sostenuto Bernie Sanders alle campagne presidenziali del 2016 e del 2020.
La guerra in Iraq e la crisi finanziaria del 2008 sono stati citati come eventi particolarmente radicalizzanti per la dirtbag left.
Retoricamente, la sinistra sporca è notata come un volgare, "osceno equilibrio offensivo verso la cauta politica liberale tradizionale",  con "un atteggiamento sprezzante verso le sottigliezze della correttezza politica liberale"  che spesso indirizza insulti e attacchi attraverso i social media a specifici personaggi pubblici dotati di potere politico o economico.  Il Times (Londra) ha citato l'ascesa di questo stile retorico come prova dei "limiti del risveglio come forza politica" e un esempio della natura mutevole della politica su Internet.
Nonostante le connotazioni del termine "sinistra sporca", il suo uso non è generalmente considerato dispregiativo, con il New York Times che definisce il termine "un meccanismo di difesa che funge anche da soprannome".  L'autoidentificazione con il termine è indicativa della tendenza della dirtbag left verso l'ironia e l'autoironia, con Frost che osserva che il termine "parla a molte persone che sono state licenziate o rimproverate dai liberali per aver abbracciato la volgarità, evitando la pietà, rifiutandosi di essere civili nei confronti della destra", aggiungendo che il termine "dice qualcosa di positivo su ciò in cui crediamo e per ciò a cui siamo disposti a lottare spietatamente, indipendentemente dall'etichetta stabilita". Il co-conduttore del Chapo, Will Menaker, ha spiegato che vede la sinistra sporca come un "approccio scurrile e divertente alla politica di sinistra" che contrasta il liberalismo "assolutamente privo di senso dell'umorismo e senza sangue".

## Critiche
La scrittrice Amanda Marcotte ha sostenuto che l'ideologia è legata a "quell'attitudine maschile di intimidire le persone a far credere di essere fighi" e paragonandolo alla serie televisiva Jackass .  Lo scrittore Jeet Heer ha sostenuto che la sinistra sporca è una forma di politica di dominio "destinata a fallire", sostenendo che "la derisione è utile per metà della politica - sconfiggere il partito avversario - ma non ha nulla da dire all'altra metà cruciale della formazione di alleanze che possa governare efficacemente per il popolo."
Mentre la misoginia di destra riceve spesso più attenzione, gli accademici notano che la mascolinità tossica all’interno della dirtbag left ha portato a molestie nei confronti di alcune donne e ha infine portato a una dichiarazione dei Democratic Socialists of America sul sessismo nella loro organizzazione.